# Tom Whiteside
Derek Thomas "Tom" Whiteside (23 de julio de 1932 - 22 de abril de 2008) fue un historiador de las matemáticas británico. 

## Semblanza
En 1954, Whiteside se graduó en la Universidad de Bristol, obteniendo su licenciatura después de haber estudiado francés, latín, matemáticas y filosofía. Había pasado parte de 1952 estudiando en la Sorbona. En 1956 comenzó sus estudios de posgrado con Richard Braithwaite, quien lo remitió a Michael Hoskin. En 1959, presentó el manuscrito "Patrones matemáticos de pensamiento a finales del siglo XVII" a Hoskin, quien lo envió al Archivo de Historia de las Ciencias Exactas para su publicación. 
Hoskin y Whiteside se unieron a Adolf Prag para editar los ocho volúmenes de Mathematical Papers de Isaac Newton (1967 a 1981). Al revisar el primer volumen de la obra, Christoph Scriba escribió: "... se debe alabar el cuidado y la atención extraordinarios del editor, que recopiló, organizó, transcribió y editó la riqueza del material de una manera excelente". 
Según Carl Boyer, "los historiadores de la ciencia en general, y los eruditos newtonianos en particular, tienen una gran deuda de gratitud con el Dr. Whiteside por la manera totalmente ejemplar en la que nos ofrece la amplia evidencia sobre la realización de uno de los tres mejores matemáticos del mundo". Boyer también señala que "René Descartes y dos holandeses, Hudde y van Schooten, son citados con más frecuencia que Barrow y Wallis", descartando la idea de que Isaac Barrow era el maestro de Newton.
Rosalind Tanner describió el comienzo del volumen uno: "el Prefacio, la Nota editorial, la Introducción general y el breve Avance al Volumen 1, proporcionando a su vez la historia de la empresa, el cómo y el por qué de la presentación, la historia de los manuscritos de Newton, y el alcance de este Volumen 1; es cada uno a su manera un logro notable". Tanner también revisó el volumen 2 y su preocupación por el libro de texto holandés de álgebra de Gerhard Kinkhuysen, parcialmente traducido al latín por Nikolaus Mercator, y trabajado por Newton hasta que el proyecto fue abandonado en 1676.
En 1969, Whiteside se convirtió en Subdirector de Investigación del Departamento de Historia y Filosofía de la Ciencia de la Universidad de Cambridge. También fue investigador principal en el Churchill College. Fue elegido miembro de la Academia Británica en 1975 y ascendido a lector en Cambridge al año siguiente. En 1987 se mudó al departamento de Matemática Pura, pero su salud comenzó a fallar. En 1992 Cambridge organizó un festschrift en su honor: La Investigación de las Cosas Difíciles.
Tom y Ruth Whiteside tuvieron dos hijos, Simon y Philippa, a quienes se dedicó el volumen 8 de los Documentos matemáticos de Isaac Newton. 
Whiteside se retiró en 1999 y murió el 22 de abril de 2008.

## Isaac Newton
Whiteside escribió un artículo no técnico de 19 páginas, Newton el matemático. En este ensayo describe el desarrollo matemático de Newton a partir de la escuela secundaria. Whiteside dice que la influencia más importante en el desarrollo matemático de Newton fue el Libro II de La Géométrie de René Descartes. El Libro II está dedicado a un problema que había sido considerado y parcialmente resuelto por Pappus de Alejandría y Apolonio de Perga. Descartes resolvió completamente el problema, inventando nuevas matemáticas según sea necesario. El problema es este: dadas n rectas L, con los puntos P(L) en ellas, encontrar el lugar geométrico de los puntos Q, de modo que las longitudes de los segmentos de recta QP(C) satisfagan ciertas condiciones. Por ejemplo, si n = 4, dadas las líneas a, b, c y d; y un punto A en a, B en b, etc., encontrar el lugar geométrico de los puntos Q de manera que el producto QA*QB sea igual al producto QC*QD. Cuando las líneas no son todas paralelas, Pappus había demostrado que el lugar geométrico de los puntos Q era una sección cónica. Descartes consideró n más grande, permitiendo que algunas líneas fueran paralelas, y obtuvo curvas cúbicas y de mayor grado. Pudo hacer esto al producir la ecuación que satisfacen los puntos de Q, utilizando el sistema de coordenadas cartesianas. El resto del Libro II de Descartes se ocupa de mostrar que las curvas cúbicas surgen naturalmente en el estudio de la óptica de la Ley de Snell-Descartes. Newton desarrolló interés por la óptica, en la que se inspiró para emprender la clasificación de curvas cúbicas e identificó 72 de las 78 especies diferentes.

## Artículos
- 1967: "Una cirugía estética para Newton: reimpresiones en facsímil actuales", History of Science 6: 59 a 68 MR 0497842
- 1970: "Antes de los Principia: la maduración de los pensamientos de Newton sobre astronomía dinámica", 1634 a 1684, Journal for the History of Astronomy 1 (1): 5 a 19 MR 0465700 0465700046570004657000465700
- 1970: "Los principios matemáticos que subyacen a los Principia Mathematica", Revista de Historia de la Astronomía 1 (2): 116 a 138 MR 0504835 0504835050483505048350504835
- 1974: "Huevos planetarios keplerianos, puestos y no depositados, 1600 a 1605", Journal for the History of Astronomy 5 (parte 1): 1 a 21 MR 0504836 0504836050483605048360504836
- 1975: "Una computación refinada del ángulo del perigeo en el modelo de Mercurio de Ptolomeo", Journal for the History of Astronomy 6: 57 MR 0504837 0504837050483705048370504837
- 1976: "La teoría lunar de Newton: de la gran esperanza al desencanto", Vistas en Astronomía 19 (4); 317 a 28 MR 0531857 0531857053185705318570531857
- 1977: "Newton y la dinámica", Boletín del Instituto de Matemáticas y sus Aplicaciones 13 (9,10): 214 a 20 MR 0531885 0531885053188505318850531885
- 1980: "Kepler, Newton y Flamsteed, sobre la refracción a través de un 'aire regular', lo matemático y lo práctico", Centaurus 24: 288 a 315 MR 0591051 0591051059105105910510591051
- 1982: "Newton el matemático", páginas 109 a 127 en Contemporary Newtonian Research, D. Reidel MR 0674666 0674666067466606746660674666
- 1988: "La evolución de los Principia de 1655 a 1686", Notas y registros de la Royal Society of London 42 (1): 11 MR 0928813 0928813092881309288130928813
- 1992: "¿Qué fuerza tiene una prueba para ser una prueba de fuerza?", Physis - Rivista Internationale di Storia della Scienza 28 (3): 727 a 49 MR 1193164 1193164119316411931641193164
- 2008: David Gregory en Encyclopedia.com
- 2008: Nicolaus Mercator en Encyclopedia.com
- 2014: "Y John Napier creó los logaritmos", Revista de la Sociedad Británica de Historia de las Matemáticas 29 (3); 154 a 66 MR 3265638 3265638326563832656383265638